# Видатні особистості (серія монет Національного банку Молдови)
Видатні особистості — серія пам'ятних монет відкрита Національним банком Молдови в 2007 році. Монети присвячені видатним особистостям історії, культури, науки і національної літератури Республіки Молдова.
На аверсі монет в центрі — герб Республіки Молдова; у верхній частині — цифра з позначенням року карбування; в нижній частині — напис номіналу монети; по колу монети — великими буквами викарбувано напис «REPUBLICA MOLDOVA».
| Назва                                                      | Номінал (лей) | Дата випуску в обіг | Матеріал, проба  | Вага (грам) | Діаметр (мм) | Тираж (штук) | Опис | Реверс |
| ---------------------------------------------------------- | ------------- | ------------------- | ---------------- | ----------- | ------------ | ------------ | --- | ------ |
| 350 років від дня смерті митрополита Варлаама              | 50            | 18 грудня 2007      | срібло, 925/1000 | 16,5        | 30           | 500          | В центрі — зображення Митрополита Варлаама; у верхній частині, по колу монети — великими буквами викарбувано напис «MITROPOLITUL VARLAAM»; в нижній частині — роки «1657—2007».                 |        |
| 480 років від дня вступу на престол господаря Петру Рареша | 100           | 12 листопада 2007   | срібло, 925/1000 | 31,1        | 37           | 500          | В центрі — зображення Петру Рареша; в правій частині — фортеця Сорока; в лівій частині — роки «1527—2007»; в нижній частині, по колу монети — великими буквами викарбувано напис «PETRU RAREŞ». |        |
| Антіох Кантемир — 300 років від дня народження             | 100           | 21 листопада 2008   | срібло, 925/1000 | 31,1        | 37           | 1 000        | В центрі — зображення Антіоха Кантеміра; у верхній частині, по колу монети — великими буквами, викарбувано напис «ANTIOH CANTEMIR»; в лівій частині — роки «1708», «1744».                      |        |
| Димитрій Кантемір — 335 років від дня народження           | 100           | 21 листопада 2008   | золото, 999/1000 | 7,8         | 24           | 1 000        | В центрі — Димитрій Кантемір за письмовим столом; у верхній частині, по колу монети — великими буквами, викарбувано напис «DIMITRIE CANTEMIR»; в лівій частині — роки «1673», «1723».           |        |